# فرودگاه ویلسون (کنیا)
فرودگاه ویلسون (کنیا)  (به انگلیسی: Wilson Airport (Kenya))  یک فرودگاه همگانی، غیرنظامی  با کد یاتا WIL است که یک باند فرود آسفالت دارد و طول باند آن ۱۴۶۲ متر است. این فرودگاه در شهر نایروبی کشور کنیا قرار دارد و در ارتفاع ۱۶۹۰ متری از سطح دریا واقع شده است.